# Paragem de Valbom
A Paragem de Valbom foi uma gare da Linha do Tâmega, que servia a localidade de Bouças, no concelho de Marco de Canaveses, em Portugal.

## História

### Antecedentes
Esta paragem situa-se no antigo troço da Linha do Corgo entre Livração e Amarante, que abriu à exploração em 21 de Março de 1909, pelos Caminhos de Ferro do Estado. Em 1927, a Companhia dos Caminhos de Ferro Portugueses recebeu a gestão das linhas do estado, tendo subalugado a Linha do Tâmega à Companhia dos Caminhos de Ferro do Norte de Portugal. Em 1947, a Companhia do Norte foi integrada na Companhia dos Caminhos de Ferro Portugueses, voltando a exploração da Linha do Tâmega a ser feita directamente pela CP.

### Inauguração
Porém, esta interface não fazia originalmente parte da linha, tendo a sua construção sido autorizada por um diploma no Diário do Governo n.º 150, III Série, de 30 de Junho de 1950, originalmente com o nome de Bouças, ao PK 4,722 da Linha do Tâmega. Posteriormente, a Companhia dos Caminhos de Ferro Portugueses requisitou a alteração do nome para Valbom, o que foi aprovado no Diário do Governo n.º 172, III Série, de 26 de Julho. Num diploma publicado no Diário do Governo, Série II, de 11 de Dezembro, o governo aprovou o processo de expropriação de uma parcela de terreno entre os PKs 4,728.85 e 4,760.23 da linha, para a construção do apeadeiro de Valbom, ao PK 4,742,00. Este apeadeiro entrou ao serviço no dia 1 de Novembro.

### Encerramento
Em 25 de Março de 2009, o troço entre Livração e Amarante foi encerrado pela Rede Ferroviária Nacional, por motivos de segurança.